# Henning Hagen
Henning Hagen (* um 1435 in Helmstedt; † 1504 ebenda (?)) war ein deutscher Benediktinermönch und spätmittelalterlicher Historiker. Er verfasste die erste Helmstedter Stadtchronik.

## Leben und Wirken
Henning Hagen, über dessen familiäre Herkunft bisher nichts bekannt ist, besuchte wahrscheinlich die Klosterschule St. Aegidien in Braunschweig. Er war dann zunächst Mönch im Benediktinerkloster Werden und von 1492 (?) bis 1504 Propst des Benediktinerklosters St. Ludgeri in Helmstedt. Im Jahr 1499 nahm er am Generalkapitel der Bursfelder Kongregation in Thüringen teil.
Hagen verfasste mehrere Schriften, unter anderem einen Katalog der Äbte des Klosters Werden und eine Zusammenstellung der Urkunden des Klosters St. Ludgeri in einem Kopialbuch. Hervorzuheben ist seine 1491 erschienene Stadtchronik von Helmstedt. Sie enthält eine systematisch geordnete Sammlung von rund 470 Urkundenauszügen, die über ein Register erschlossen werden und von Hagen mit eigenen Anmerkungen versehen sind. Im Staatsarchiv Wolfenbüttel befindet sich auch ein 167-seitiges Schülerheft Hagens aus dem Jahr 1453. Es enthält Ausarbeitungen von theologischen Lehrvorträgen und moralisch-religiöse Erzählungen.
Hagens historische Schriften werden als „beachtenswert“ charakterisiert. Seine Stadtchronik ist eine der frühesten im Braunschweiger Land und wird vielfach benutzt, beispielsweise für rechtshistorische Forschungen. Hagens Verzeichnung der Helmstedter Urkunden bildete eine wesentliche Grundlage des Helmstedter Stadtarchivs.

## Werke (Auswahl)
- Der Stad Croneke van Helmstedte, 1491. Neuausgabe unter dem Titel: Henning Hagens Chronik der Stadt Helmstedt. Hrsg. von Edvin Brugge, Hans Wiswe. In: Niederdeutsche Mitteilungen, hrsg. von der Niederdeutschen Arbeitsgemeinschaft zu Lund. Jahrgang 21/22, 1963/1965, S. 113–280.